# Faro de Tapia de Casariego
El faro de Tapia o faro Isla de Tapia está situado en la localidad de Tapia de Casariego, Principado de Asturias, España, sobre una isla, llamada Isla de Tapia, unida a tierra por un espigón de 100 metros de longitud como parte del puerto de la citada localidad. Es el faro más occidental del Principado de Asturias distante 6 km de la Ría del Eo, límite entre Asturias y Galicia. Su titularidad está adscrita a la Autoridad Portuaria de Avilés.

## Descripción
Inaugurado el 1 de septiembre de 1859 originalmente constaba de un edificio de planta cuadrada de una sola altura y desarrollado alrededor de un patio central. La torre del faro estaba adosada a la cara norte del edificio, con dos cuerpos, el más bajo octogonal y el más alto decagonal. En 1922 sufrió una ampliación y de nuevo otra en 1962, en la que se modificó la torre ofreciendo desde entonces una forma exterior cuadrada con la palabra Tapia rotulada en su cara norte. Fue electrificado en 1944.

## Características
Tiene un aparato óptico de lentes catadióptricas fijo sobre un tambor de hierro. Las lentes son iluminadas por una lámpara de 1000 w con un sistema de alimentación de reserva de gas acetileno y destelladores AGA. Con una altura de 24 metros sobre el nivel del mar tiene un alcance nominal nocturno de 18 millas náuticas y emite grupos de 3 destellos de luz blanca cada 19 segundos. Es un faro de Tercer orden.